# Slaget ved Altamaha Bridge
Slaget ved Altahama Bridge var en træfning i den amerikanske borgerkrig, der blev udkæmpet den 19. december 1864 i Wayne County i Georgia under Shermans march mod havet. Den konfødererede sejr forhindrede midlertidigt unionstropperne i at ødelægge en vigtig jernbanebro under generalmajor William T. Shermans belejring af Savannah, så den konfødererede forsyningslinje til byen forblev åben. 

## Slaget
Den 1. december 1864 ankom den fjerde brigade fra Georgias milits under brigadegeneral H.K. McKay til Wayne County for at forberede et forsvar af Savannah and Gulf Railroads bro over Altamaha floden. Den konfødererede hær byggede skanser på den nordlige bred af Morgan's Lake, som blev gennemskåret af jernbanen og lå lige nord for floden. På den sydlige flodbred blev der placeret to 32 punds kanoner ved Doctortown (staves også Doctor Town), som kunne bestryge broen, hvis den blev angrebet. En let kanon monteret på et lokomotiv støttede to kompagnier konfødereret milits ved Morgan's Lake. 
Den 16. december var general Sherman gået i stå udenfor Savannah, og han sendte unionstropper af sted for at ødelægge jernbanen fra Ogeechee floden og hele vejen til broen. En brigade fra generalmajor Hugh Judson Kilpatricks kavaleri under ledelse af oberst Smith Atkins angreb broen og ødelagde træværket på den anden side af Morgan's Lake, men kunne ikke erobre broen eller det konfødererede batteri ved Doctortown den 19. december. Unionstropperne trak sig tilbage til Ogeechee floden.